# Julija Kanakina
Julija Artjomowna Kanakina (ros. Юлия Артёмовна Канакина; ur. 11 grudnia 1995 r. w Krasnojarsku) – rosyjska skeletonistka, mistrzyni oraz wicemistrzyni świata juniorów.

## Kariera
Starty międzynarodowe rozpoczęła w 2011 roku, pojawiając się podczas kwalifikacji do igrzysk olimpijskich młodzieży. Rok później, w grudniu 2012 roku zadebiutowała w zawodach z cyklu Pucharu Europy w niemieckim Königssee, gdzie w dwóch konkursach zajmowała dwukrotnie 18. lokatę. W styczniu 2014 roku zadebiutowała w pucharze interkontynentalnym oraz na mistrzostwach świata juniorów w Winterbergu, gdzie była 16. W grudniu 2014 roku po raz pierwszy pojawiła się na starcie zawodów Pucharu Świata w amerykańskim Lake Placid, gdzie była 18. W marcu 2015 roku wystąpiła na mistrzostwach świata w Winterbergu, na których to zajęła 10. miejsce w drużynie oraz 22. miejsce w rywalizacji indywidualnej. W lutym 2016 roku zajęła 12. lokatę podczas debiutu w mistrzostwach Europy w Sankt Moritz.
Pierwsze sukcesy w karierze Kanakina zaczęła notować w 2017 roku. W styczniu tego roku zdobyła złoty medal podczas mistrzostw świata juniorów w Siguldzie. Rok później, na tej samej imprezie rozgrywanej w Sankt Moritz, zdobyła srebrny medal ulegając jedynie Niemce Annie Fernstädt. W styczniu 2019 roku po raz pierwszy stanęła na podium zawodów Pucharu Świata, zajmując 3. miejsce podczas konkursu w Altenbergu. Uległa tam jedynie rodaczce Jelenie Nikitinie oraz Niemce Jacqueline Lölling. Również w styczniu tego roku zanotowała najlepszy jak dotąd rezultat podczas mistrzostw Europy w Igls, gdzie była 6. W marcu 2019 roku wystąpiła na mistrzostwach świata w Whistler, gdzie również osiągnęła najlepszy rezultat w karierze, zajmując 7. lokatę. W lutym 2020 roku podczas mistrzostw Europy w Siguldzie zajęła 4. lokatę. Do tej pory nie startowała w igrzyskach olimpijskich.

## Osiągnięcia

### Igrzyska olimpijskie
| Rok  | Miejsce | Lokata |
| ---- | ------- | ------ |
| 2022 | Pekin   | 11.    |

### Mistrzostwa świata
| Rok  | Miejsce    | Lokata |
| ---- | ---------- | ------ |
| 2015 | Winterberg | 22.    |
| 2016 | Igls       | 20.    |
| 2017 | Königssee  | 26.    |
| 2019 | Whistler   | 7.     |
| 2020 | Altenberg  | 11.    |
| 2021 | Altenberg  | 13.    |

### Mistrzostwa Europy
| Rok  | Miejsce      | Lokata |
| ---- | ------------ | ------ |
| 2016 | Sankt Moritz | 12.    |
| 2017 | Winterberg   | 11.    |
| 2019 | Igls         | 6.     |
| 2020 | Sigulda      | 4.     |
| 2021 | Winterberg   | 9.     |
| 2022 | Sankt Moritz | 10.    |

### Mistrzostwa świata juniorów
| Rok  | Miejsce      | Lokata |
| ---- | ------------ | ------ |
| 2014 | Winterberg   | 16.    |
| 2015 | Altenberg    | 6.     |
| 2016 | Winterberg   | 6.     |
| 2017 | Sigulda      | 1.     |
| 2018 | Sankt Moritz | 2.     |
| 2019 | Königssee    | 4.     |

### Puchar Świata
| Sezon     | Lokata |
| --------- | ------ |
| 2014/2015 | 26.    |
| 2015/2016 | 20.    |
| 2016/2017 | 21.    |
| 2017/2018 | 21.    |
| 2018/2019 | 7.     |
| 2019/2020 | 15.    |
| 2020/2021 | 12.    |
| 2021/2022 | 5.     |